# پتر شاباخ
پتر شاباخ (چکی: Petr Šabach; ۲۳ اوت ۱۹۵۱ – ۱۶ سپتامبر ۲۰۱۷) نویسنده اهل کشور جمهوری چک بود.